# Aristolochia bridgesii
Aristolochia bridgesii är en piprankeväxtart som först beskrevs av Kl., och fick sitt nu gällande namn av Pierre Étienne Simon Duchartre. Aristolochia bridgesii ingår i släktet piprankor, och familjen piprankeväxter. Inga underarter finns listade i Catalogue of Life.